# Der Patriot (Drama)
Der Patriot ist ein Ein-Mann-Stück des österreichischen Dramatikers Felix Mitterer über den österreichischen Bombenattentäter Franz Fuchs (1949–2000).

## Inhalt
Der Attentäter Franz Fuchs, der zwischen 1993 und 1996 für eine Reihe von fremdenfeindlich motivierten Brief- und Rohrbombenanschläge verantwortlich war, ist die einzige Figur in Mitterers Drama. Die Handlung beginnt nach Fuchs’ Verhaftung (1997), während der er einen Selbstmordversuch unternahm. Er überlebte die Explosion einer von ihm gezündeten Rohrbombe, verlor aber beide Hände.
Das Stück besteht hauptsächlich aus „Gesprächen“ von Fuchs mit dem Untersuchungsrichter Erik Nauta, den Vernehmungsbeamten Friedrich Maringer und Robert Sturm sowie dem psychiatrischen Gerichtsgutachter Reinhard Haller. In diesen erzählt Fuchs über seine Kindheit und Jugend in der Steiermark, seine Erfahrungen in der Berufswelt und seine Angst vor einer Überfremdung Österreichs, die ihn dazu veranlasst hat, eine Reihe von Anschlägen auf Persönlichkeiten und Organisationen, die sich für Migranten und Minderheiten engagiert haben, zu verüben. Dabei besteht Fuchs aber immer darauf, lediglich der „Briefbote“ eines terroristischen Netzwerkes, der sogenannten Bajuwarischen Befreiungsarmee, gewesen zu sein.
Diese Gespräche wechseln sich mit Monologen ab, die einen Einblick in das Innenleben von Fuchs gewähren bzw. dessen Ängste und Wahn zeigen.
Beim Schreiben seines Stückes orientierte sich Mitterer nach eigenen Angaben stark an den Vernehmungsprotokollen und dem psychiatrischen Gutachten Hallers.

## Uraufführung
Die Uraufführung des Stücks fand am 13. November 2008 im stadtTheater walfischgasse in Wien statt. Regie führte Werner Schneyder, Franz Fuchs wurde von Thomas Kamper gespielt.